# Levi Maish

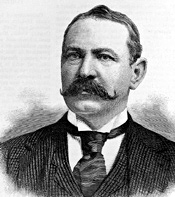
Levi Maish

Levi Maish (* 22. November 1837 in Conewago, York County, Pennsylvania; † 26. Februar 1899 in Washington, D.C.) war ein US-amerikanischer Politiker. Zwischen 1875 und 1879 sowie nochmals von 1887 bis 1891 vertrat er den Bundesstaat Pennsylvania im US-Repräsentantenhaus.

## Leben
Levi Maish besuchte die öffentlichen Schulen seiner Heimat und danach die York County Academy. Anschließend war er als Lehrer tätig. Während des Bürgerkrieges diente er bis 1863 im Heer der Union, in dem er bis zum Oberst aufstieg. Nach einem Jurastudium an der University of Pennsylvania in Philadelphia und seiner 1864 erfolgten Zulassung als Rechtsanwalt begann er in diesem Beruf zu arbeiten. Gleichzeitig schlug er als Mitglied der Demokratischen Partei eine politische Laufbahn ein. In den Jahren 1867 und 1868 saß er als Abgeordneter im Repräsentantenhaus von Pennsylvania. 1872 wurde er von der Staatslegislative mit der Überprüfung einiger Angestellter im York County beauftragt.
Bei den Kongresswahlen des Jahres 1874 wurde Maish im 19. Wahlbezirk von Pennsylvania in das US-Repräsentantenhaus in Washington gewählt, wo er am 4. März 1875 die Nachfolge des Republikaners Carlton Brandaga Curtis antrat. Nach einer Wiederwahl konnte er bis zum 3. März 1879 zwei Legislaturperioden im Kongress absolvieren. Im Jahr 1878 wurde er nicht wiedergewählt. Bei den Wahlen des Jahres 1886 wurde Maish erneut im 19. Distrikt seines Staates in den Kongress gewählt, wo er am 4. März 1887 John Augustus Swope ablöste. Bis zum 3. März 1891 konnte er dort zwei weitere Legislaturperioden verbringen. Im Jahr 1890 wurde er nicht in seinem Mandat bestätigt.
Nach dem Ende seiner Zeit im US-Repräsentantenhaus praktizierte Levi Maish als Anwalt in Washington. Dort ist er am 26. Februar 1899 verstorben. Er wurde auf dem Nationalfriedhof Arlington in Virginia beigesetzt.